# Saint-Connec
Saint-Connec är en kommun i departementet Côtes-d'Armor i regionen Bretagne i nordvästra Frankrike. Kommunen ligger i kantonen Mûr-de-Bretagne som tillhör arrondissementet Guingamp. År 2022 hade Saint-Connec 258 invånare.

## Befolkningsutveckling
Antalet invånare i kommunen Saint-Connec
Referens:INSEE